# 李孝慈
李孝慈（?—?），唐朝宗室，淮安王李神通的第四子，唐太祖李虎的曾孙，郑王李亮的孙子。
唐高祖武德五年（622年），唐高祖李渊敕封宗室诸王，李神通的儿子们：李道彦封胶东郡王，李孝詧封高密郡王，李孝同封淄川郡王，李孝慈封广平郡王，李孝友封河间郡王，李孝節封清河郡王，李孝义封胶西郡王。唐太宗即位，拿着宗室名籍问大臣：“把王宗室子弟全部封王，可以吗？”封德彝回答：“汉朝所封，只有皇帝之子和亲兄弟；其关系疏远，非大功不封王。如周朝的郇国滕国、汉朝的刘贾刘泽尚不得分土，来区别亲疏。先朝一切全封，爵命崇而力役多，以天下为私奉，不是显示至公。”唐太宗说：“朕君天下以安百姓，不容劳百姓以养己之亲。”於是疏属之王都降为公，只是有功之人不降。于是李孝慈降封广平公。